# Sirisztnik
Sirisztnik (bułg. Сирищник) – wieś w gminie Kowaczewci, w obwodzie Pernik (zachodnia Bułgaria). W Sirisztniku urodził się prezydent kraju, Georgi Pyrwanow.

## Geografia
Wieś jest położona w odległości 25 km od Pernika i ok. 43 km od stolicy kraju, Sofii. Przez Sirisztnik przepływa rzeka Swetlia, która stanowi dopływ Strumy.

## Historia i demografia
W 1972 Sirisztnik został przyłączony do sąsiedniej wsi Kowaczewci. W 1991, po przemianie ustrojowej w Bułgarii, Sirisztnikowi przywrócono status samodzielnej miejscowości. Na początku lat 90. XX wieku wieś zamieszkiwało ok. 2000 osób, jednak z przyczyn ekonomicznych w ciągu następnych kilkunastu lat liczba ludności spadła prawie trzykrotnie. W 2006 ok. 90% populacji Sirisztnika stanowiły osoby w wieku podeszłym.

## Zabytki i atrakcje turystyczne
W centrum wsi znajduje się pomnik wzniesiony w celu upamiętnienia urodzonych w Sirisztniku żołnierzy poległych w wojnach bałkańskich i w I wojnie światowej. W miejscowości jest także szkoła podstawowa im. „św. św. Cyryla i Metodego” o ponad stuletniej historii oraz prawosławna cerkiew „Święta Niedziela”. W odległości kilku kilometrów od wsi znajduje się schronisko turystyczne „Dżamen” (bułg. Джамен).

## Wydarzenia kulturalne
W dniach 13-14 stycznia mieszkańcy wsi świętują zapusty. Pierwszego dnia mężczyźni przywdziewają specjalne kostiumy karnawałowe, w skład których wchodzą m.in. maski nazywane „licami” (bułg. лици) przedstawiające niedźwiedzie, wilki, lisy lub przyozdobione ptasimi piórami oraz specjalne paski, do których przymocowane są duże dzwonki. Przebierańcy, zwani kukerami (bułg. кукери), wśród których znajdują się pop, panna młoda, drużba, diabeł, niedźwiedź oraz niedźwiedźnik, przez całą noc odwiedzają domy we wsi. 14 stycznia mieszkańcy Sirisztnika gromadzą się koło pomnika i wspólnie świętują do późnego popołudnia.
24 maja we wsi organizowany jest zjazd mieszkańców, któremu towarzyszy niewielki jarmark.

## Znane osobistości pochodzące z Sirisztnika
28 czerwca 1957 w szpitalu w Sirisztniku urodził się prezydent Bułgarii, Georgi Pyrwanow. Dzieciństwo spędził w sąsiedniej wsi, Kosacza (bułg. Косача), w której jego rodzice posiadali dom.

## Sport
We wsi ma swoją siedzibę klub piłkarski FK Łazur (bułg. ФК Лазур), który występuje w jednej z niższych klas rozgrywkowych.